# تشارلي روس (صحفي)
تشارلي روس (بالإنجليزية: Charlie Ross)‏ هو صحفي أمريكي، ولد في 9 نوفمبر 1885 في إنديبندنس في الولايات المتحدة، وتوفي في 5 ديسمبر 1950 في واشنطن العاصمة في الولايات المتحدة.